# 宗教政党
宗教政党（しゅうきょうせいとう）は、宗教を基調とする政党のこと。

## 概要
宗教政党とは、宗教的な動機で主に宗教団体を母体に設立されたり、宗教を背景とした主張を主体に政治活動をする政党のことである。

## 世界における宗教政党
ヨーロッパなどにおけるキリスト教民主党など。特に旧西独時代から続くドイツのドイツキリスト教民主同盟がよく知られている。なおキリスト教系の政党から始まった国際組織、中道民主インターナショナルが存在する。
イスラム世界では、政党は政教分離（世俗主義）政党とイスラム教系の宗教政党に分類されている。
インドではヒンドゥー教を基盤とするインド人民党やシヴ・セーナー、シク教を基盤とするアカリ・ダルなどが存在し、政教分離・世俗主義のインド国民会議や共産党と対立している。

### カンボジア
かつての政権与党サンクムは仏教系宗教政党であった。

### 日本
- 公明党 - 現在、日本の政党要件を満たしている唯一の宗教政党[注 1]。
- 幸福実現党 - 政党要件を満たさないが、市町村議会議員がおり、過去には国会議員もいた政党・政治団体。

#### 過去にあった宗教政党
真理党、日本正理党（日本平和神軍系列）、日本キリスト党（武藤富男が設立）、世界浄霊会（手かざし系新宗教）、立憲養正會、なかよしの党（旧「新しい時代をつくる党(新時代党)、女性党）などがあった。
このうち立憲養正會については国柱会を母体に設立されたものの現在では国柱会からの支持はなく、現在では宗教政党ではなく国家主義右翼団体に位置する。

### 韓国
- 自由統一党（朝鮮語版、英語版） - 韓国の反共主義およびキリスト教保守主義政党。
- 国民革命党（朝鮮語版、英語版） - 韓国のプロテスタント系政党。大韓民国の憲法では政教分離が定められているが、政教分離原則の除外を要求していた。結党大会では韓国キリスト教協議会や韓国協会連合会など、様々なキリスト教団体の代表が参加した[1]。党名は何度か変更されている（基督自由党（創設時）、基督自由統一党（2020年3月～）、国民革明党（2021年6月～）、自由統一党（2022年4月～））。「自由統一党」の名称が前述の政党と重複するため注意を要する。

## 現存する宗教政党一覧

### キリスト教
- チリ、 スイスなど - キリスト教民主党
- ドイツ - キリスト教民主同盟・キリスト教社会同盟
- その他キリスト教民主主義を標榜する諸政党

### イスラム教
- エジプト、 リビア、 パレスチナなど - ムスリム同胞団加盟政党
- タジキスタン - タジキスタン・イスラム復興党
- エジプト - 建設発展党
- レバノン - ヒズボラ（シーア派）
- トルコ - 公正発展党

### ヒンドゥー教
- インド - インド人民党

### ユダヤ教
- イスラエル - シャス
- イスラエル - ユダヤ人の家

### 仏教
- ミャンマー連邦共和国 - アラカン民族党（英語版）
- 日本 - 公明党（創価学会）

### その他の宗教
- 北朝鮮 - 天道教青友党（天道教）
- 日本 - 幸福実現党 （幸福の科学）